# 照国神社

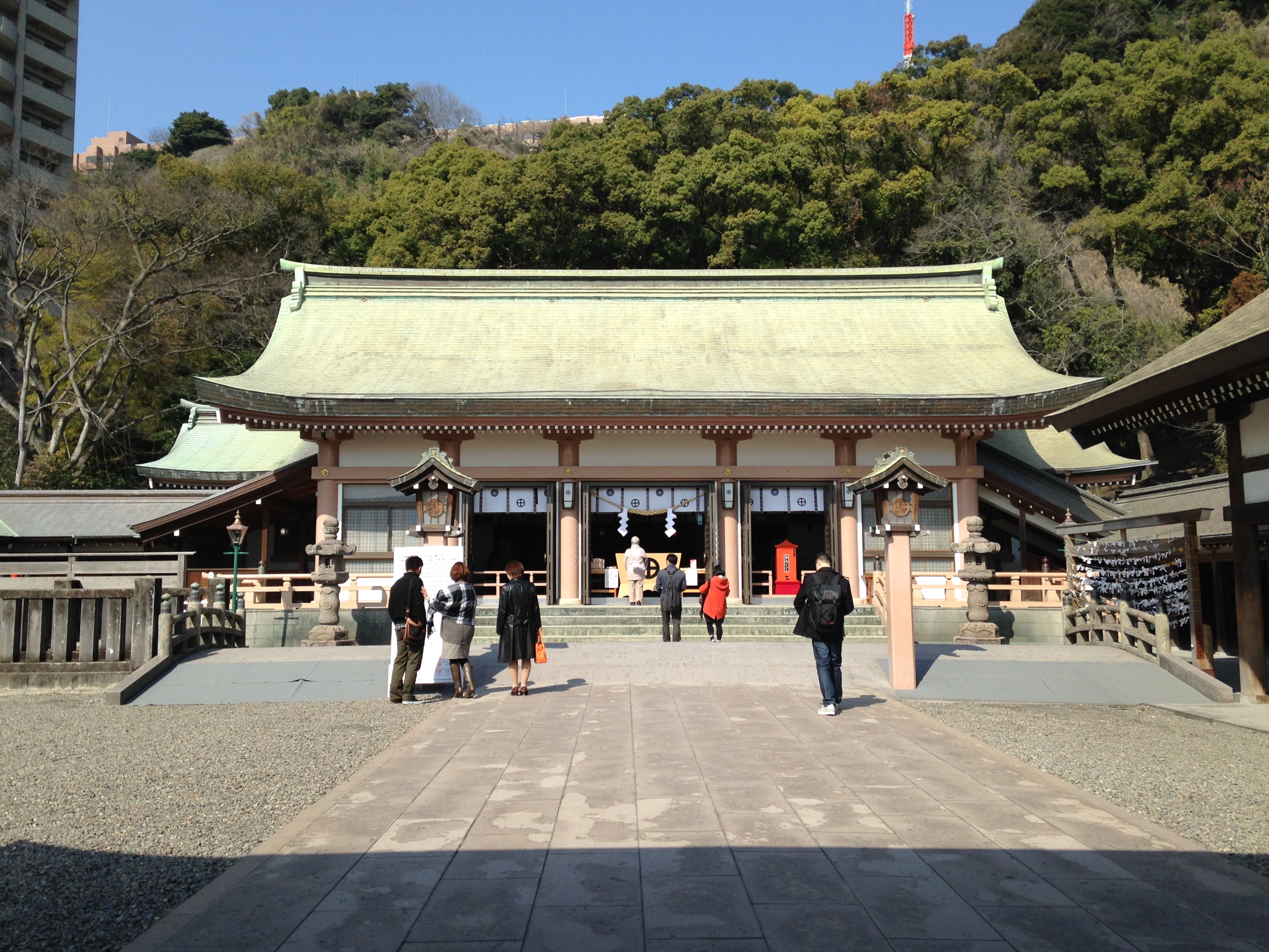
拝殿

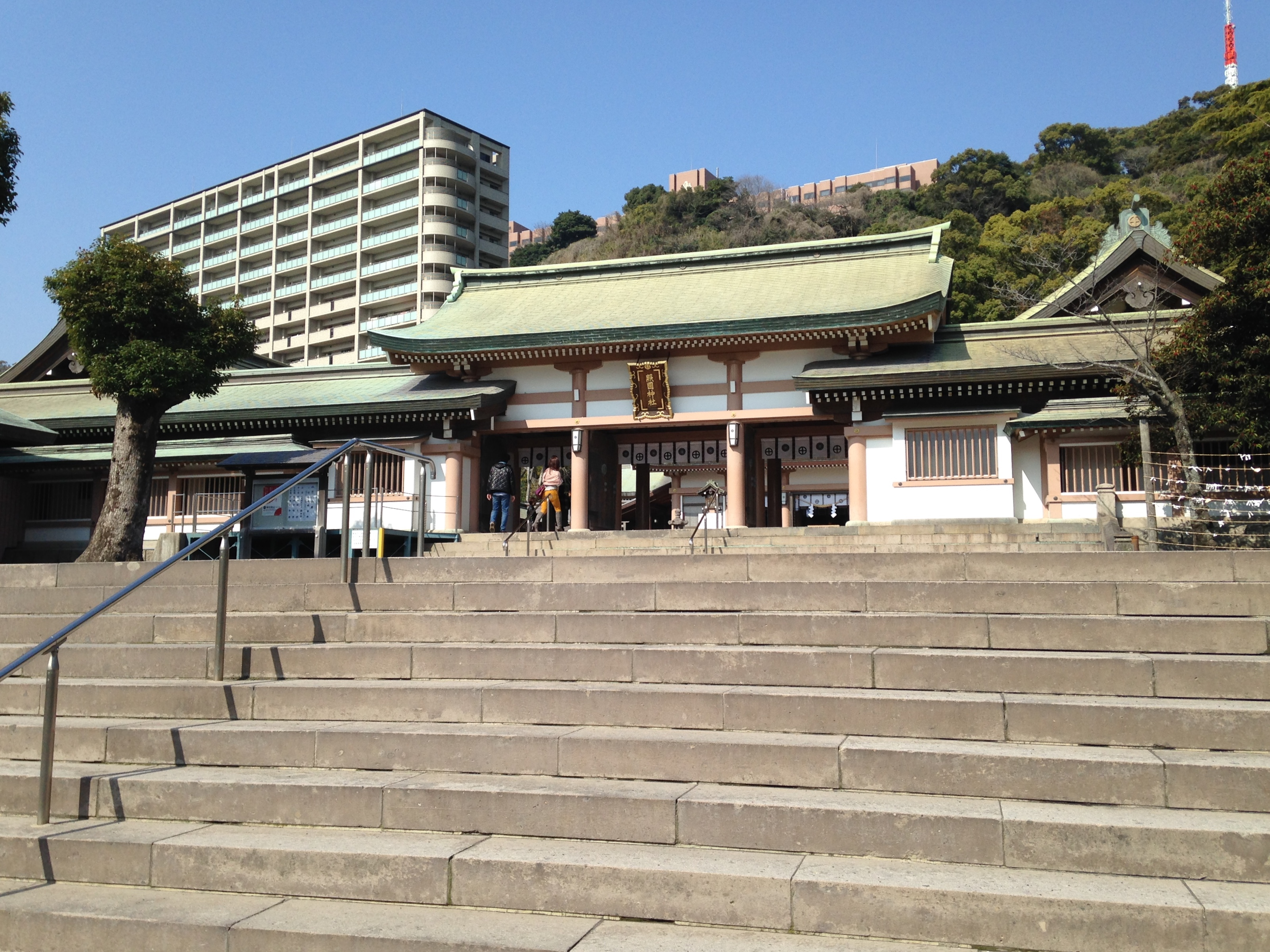
神門

照国神社（てるくにじんじゃ）は、鹿児島県鹿児島市照国町にある神社。旧社格は別格官幣社。江戸時代後期から明治時代初期に流行した藩祖を祀った神社のひとつ。

## 祭神
照國大明神（島津斉彬公）を祀る。祭神は薩摩藩第11代藩主の島津斉彬。

## 沿革
祭神は島津家28代当主で安政5年（1858年）7月に50歳で急逝するが、文久2年（1862年）に祭神の遺志を継いだ弟久光と甥忠義が鹿児島城内西域の南泉院郭内に祭神を祀る社地を選定し、翌3年5月11日に孝明天皇の勅命による「照國大明神」の神号授与を受けて祠を造営したのが創祀で、翌元治元年（1864年）に改めて東照宮が建っていた地に社殿を造営し、照國神社と称した。
明治6年（1873年）に県社に列し、同15年（1882年）には別格官幣社に昇格。明治維新における祭神の功績と薩摩藩の役割が考慮されたと考えられる。現在は、妙円寺詣りの出発地でもある。

## 祭祀

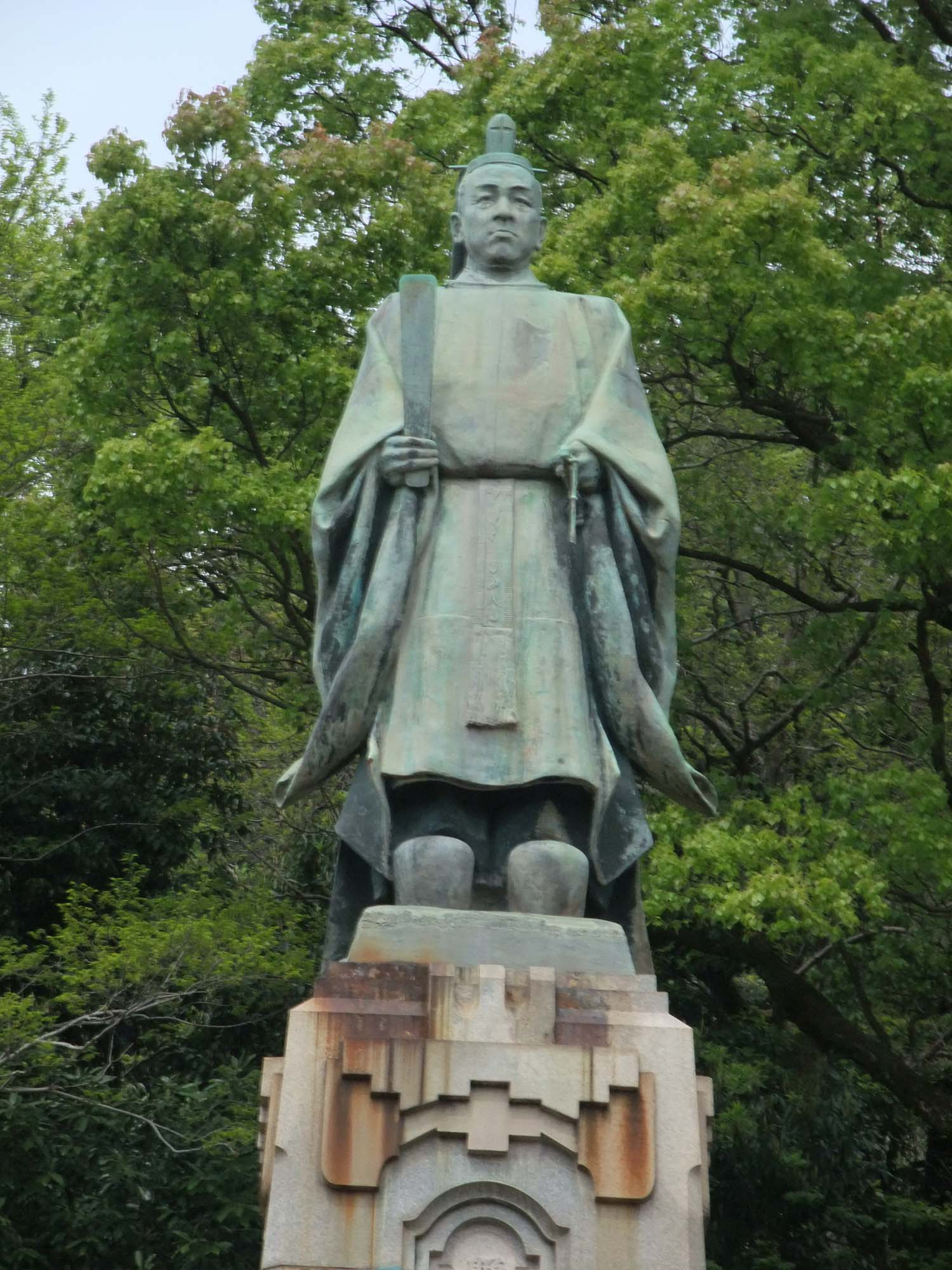
照国神社の島津斉彬像

- 六月灯（旧暦6月16日）　※「六月灯」自体は鹿児島県下のほとんどの寺社で行われるが、照国神社のものが最大規模。

## 境内
- 「天照皇大神宮」のうち「照」と「神」の2文字を使った神社であり、境内は広く、参拝時は回廊をまわる事になる。
- 祭神の銅像が建ち、また弟久光や甥忠義の銅像もある。

## 所蔵文化財
- 島津斉彬関連書簡など（併設の宝物館に展示）

- 太刀　銘国宗（国宝）

鎌倉時代の備前国の刀工・三郎国宗の代表作。昭和2年（1927年）、島津家から神社に寄進されたものである。同年、古社寺保存法に基づく国宝（文化財保護法における重要文化財に相当）に指定されたが、第二次世界大戦終戦後GHQに没収され、長らく所在不明となっていた。その後アメリカ合衆国で競売にかけられて転売され、愛刀家のウォルター・コンプトンの所蔵となっていたが、昭和38年（1963年）にコンプトンの厚意により無償で神社に返還された。翌昭和39年（1964年）には文化財保護法に基づく国宝に指定されている。太刀はその後東京国立博物館に寄託されていたが、平成5年（1993年）からは鹿児島県歴史資料センター黎明館に寄託・展示されている。
刃長81.4センチ、反り2.6センチ。身幅広く、腰反りで踏ん張りがあり、猪首切先となる、鎌倉時代中期の典型的な太刀姿である。地鉄は小板目、刃文は匂出来（においでき）の丁子乱れを主体とし、乱れ映りが立つ。茎（なかご）は先を磨（す）り上げる。茎の鎺元（はばきもと）、棟寄りに「國宗」二字銘がある。

## 交通

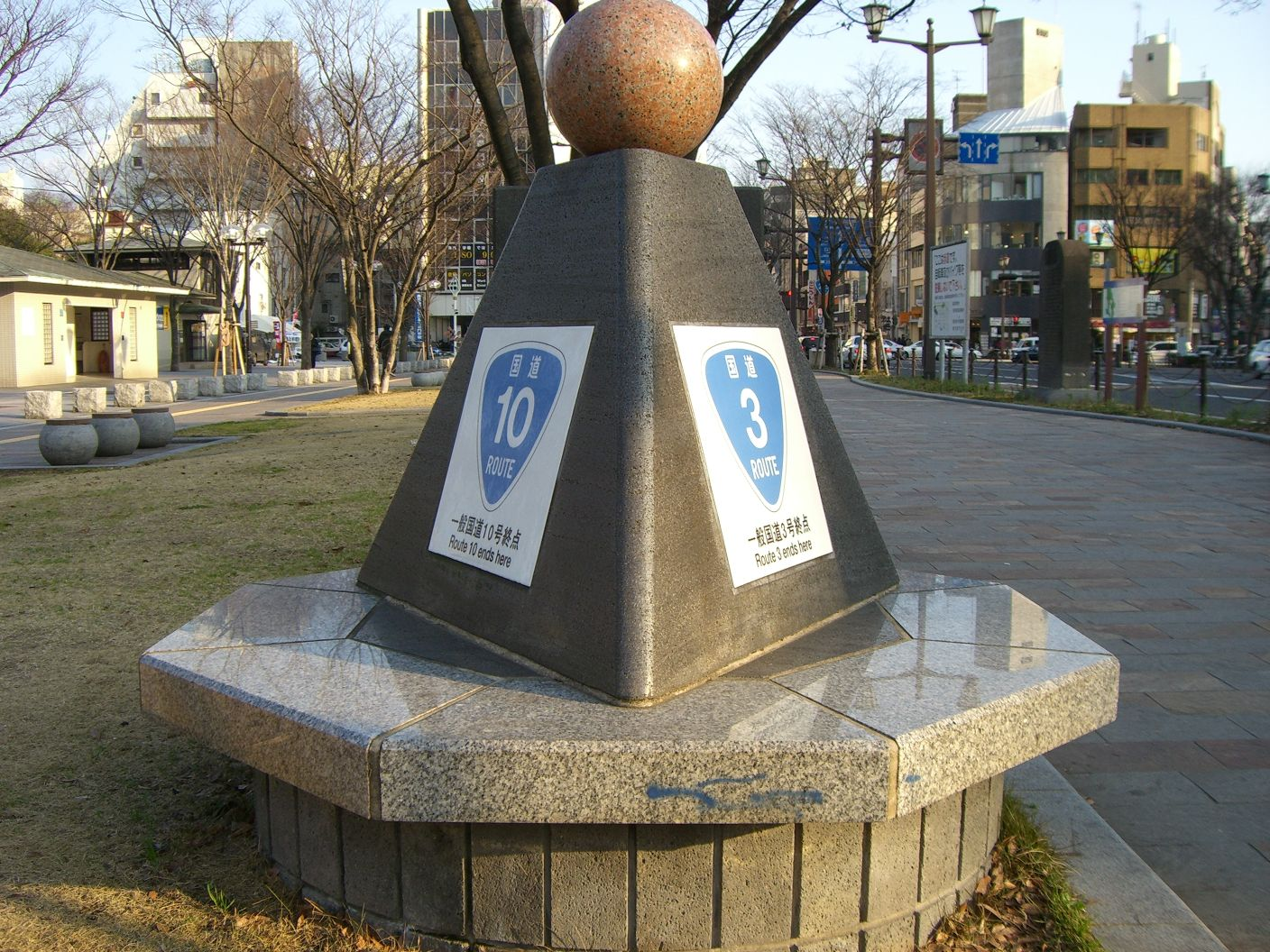
照国神社前にある終点標柱。国道3号、国道10号などの終点でもある。

- 鹿児島中央駅または鹿児島駅から鹿児島市電2系統または、路線バスでいづろ通または朝日通下車、徒歩。
- 国道3号、国道10号、国道225号の照国神社前交差点より徒歩1分。
- 鹿児島県道24号鹿児島東市来線、鹿児島県道25号鹿児島蒲生線の照国町交差点から徒歩3分。